# Barthélemy Boganda

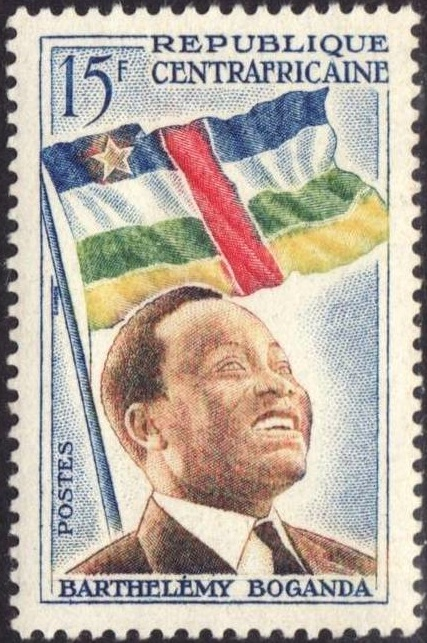
Barthélemy Boganda op een postzegel van de Centraal Afrikaanse Republiek uit 1959.

Barthélemy Boganda (4 april 1910 - 29 maart 1959) was een staatsman uit de Centraal-Afrikaanse Republiek. Boganda was de medeoprichter van de MESAN (Mouvement d'Évolution Sociale de l'Afrique Noire), die de emancipatie van de Afrikanen in de toenmalige Franse kolonie Oubangui-Chari (de huidige Centraal-Afrikaanse Republiek) nastreefde.
Boganda was een wees en werd opgevangen door een rooms-katholiek priester. Hij studeerde aan het seminarie en werd in 1939 tot priester gewijd. Van 1939 tot 1949 was hij werkzaam bij diverse missieposten. In 1949 werd hij van zijn pastorale taken ontheven en trouwde met een blanke Française, hetgeen in die dagen tot een relletje leidde. Tot 1958 zetelde hij in het Franse Parlement als afgevaardigde van Oubangui-Chari.
In 1958 won de MESAN de verkiezingen in de kolonie Oubangui-Chari en werd de kolonie een autonome staat onder de naam Centraal-Afrikaanse Republiek met Boganda als premier. Boganda bedacht de nieuwe naam van het land, ontwierp de vlag en koos het motto "Gelijkheid voor allen".
Zijn huwelijk was slecht en in 1959 dacht hij erover om weer priester te worden. 
Op 29 maart 1959 kwam hij bij een vliegtuigongeluk om het leven. Zijn neef David Dacko volgde hem op als minister-president. In 1960 zou Dacko de eerste president van de Centraal-Afrikaanse Republiek worden.
Hij heeft een mythische status in zijn land.